# Nassim El Ouarti
Nassim El Ouarti (* 12. Januar 2005 in Bad Soden am Taunus) ist ein marokkanisch-deutscher Fußballspieler.

## Karriere

### Verein
Nach seinen Anfängen in der Jugend des 1. FSV Mainz 05 wechselte er in die Jugendabteilung des SV Wehen Wiesbaden. Für seinen Verein bestritt er insgesamt 19 Spiele in der B-Junioren-Bundesliga, bei denen ihm zwei Tore gelangen. Er kam bei seinem Verein auch zu seinem ersten Einsatz im Profibereich in der 3. Liga, als er am 18. März 2023, dem 28. Spieltag, beim 3:0-Heimsieg gegen den SV Waldhof Mannheim in der 90. Spielminute für Kianz Froese eingewechselt wurde. Im Mai 2023 unterschrieb er bei seinem Verein seinen ersten Profivertrag.

### Nationalmannschaft
El Ouarti debütierte im September 2023 in der marokkanischen U20-Auswahl.